# Le Lignon
Le Lignon  é uma  bairro na comuna suíça de Vernier, uma verdadeira "cidade" pois foi um projecto urbanístico dos anos 1960 junto ao rio Ródano concebido para 10 000 habitantes, ela só acolhe 18 % da população da comuna .

## Etimologia
O nome desta passarela Lignon evoca a cultura do linho (em francês:  lin) que era trabalhado nesta localidade até fins do século XIX .

## Características
Foi em 1962 que o Estado de Genebra decide construir uma das mais importantes "cidades" do cantão de Genebra é formado por duas torres de 26 e 30 andares e o comprimento total em forma de uma linha quebrada tem 1 065 m pois é construído em forma de "Y". Esta forma permite uma exposição solar ao maior número de apartamentos e os seus 5 500 locatários . 
No sua periferia, e para satisfazer as necessidades dos habitantes deste local, há 3 paragens de autocarros servidas pelas linhas de autocarros dos TPG 7, 9, 23 e 51.